# Euxoa juncta
Euxoa juncta là một loài bướm đêm trong họ Noctuidae.